# デルピュネー
デルピュネー（古希: Δελφύνη, Delphynē）は、ギリシア神話に登場する怪物である。長母音を省略してデルピュネとも表記される。上半身は人間の女性で、下半身は蛇またはドラゴンの姿をしている。

## 神話
ゼウスとテューポーンが戦いテューポーンが勝利した時、テューポーンはゼウスの手足の腱を切りコーリュキオンと呼ばれる洞窟に隠したが、この洞窟の番人をしていたのがデルピュネーである。また、コーリュキオンの洞窟にはゼウスを閉じこめて腱は熊の毛皮に隠し、その番をデルピュネーにさせたともいわれる。
デルピュネーが、ヘルメースとパーンに騙されてゼウスの腱を奪われた結果、テューポーンは回復したゼウスと再度戦い敗北することとなった。

## デルポイ神託所との関わり
デルポイの神託所を守護していた怪物ピュートーンがアポローンに倒される話があるが、ピュートーンとはデルピュネーを指しているのではないかとも考えられている。その説によれば、デルポイという地名は彼女の名から取られたのだという。また、神託所では大地母神をデルピュネーと呼んで女神として崇め、ピュートーンと共に祀っていたとも、ピュートーンの前に神託所の番人をしていたのがデルピュネーだとも言われている。
他の説では、神託所で神託の儀式を執り行っていた巫女たちの一人がデルピュネーであり、アポローンは神託所を手中に置くためにデルピュネーを殺害したとも、神託所を支配していたデルピュネーが生け贄と引き換えに予言を授けていたがアポローンに退治されたとも言われている。また、デルポイを支配していたのはデルピュネース（Delphynes）という半身半竜の男だったという説もある。